# Cratere Barnard (Marte)
Barnard  è un cratere sulla superficie di Marte.
Il cratere è dedicato all'astronomo statunitense Edward Emerson Barnard.